# Trattato sullo status della flotta del Mar Nero
L’Accordo sullo status e le condizioni di permanenza della flotta russa del Mar Nero sul territorio dell'Ucraina fa riferimento a tre trattati bilaterali tra la Federazione Russa e l'Ucraina, firmati il 28 maggio 1997, in base ai quali i due contraenti hanno istituito due flotte nazionali indipendenti dalla flotta nel Mar Nero della ex Marina sovietica, diviso armamenti e basi tra loro, e stabilito le condizioni per la base della flotta russa del Mar Nero in Crimea. L’accordo è stato integrato dalle disposizioni del Trattato di amicizia russo-ucraino, firmato tre giorni dopo.

## Storia
Dopo la dissoluzione dell'Unione Sovietica alla fine del 1991, la pretesa della neonata Marina russa di utilizzare la base navale di Sebastopoli è stata inizialmente persa (poiché la Crimea era stata trasferita alla Repubblica Socialista Sovietica Ucraina nel 1954), in quanto la base si trovava sul suolo del nuovo stato post-sovietico dell’Ucraina.
Nel giugno 1993 il presidente ucraino Leonid Kravčuk e quello russo Boris El'cin ufficializzarono con un accordo l'idea di dividere la Flotta del Mar Nero in due parti da ripartire equamente tra i due Stati, in un processo che in teoria si sarebbe dovuto concludere per il 1996.
Il 28 maggio 1997, Russia (primo ministro Černomyrdin) e Ucraina (primo ministro Lazarenko) sottoscrissero un trattato per la scissione della Flotta del Mar Nero in due flotte distinte e indipendenti l'una dall'altra: una sotto l'egida russa della Voenno-morskoj flot, l'altra nella marina militare ucraina.
In base al trattato non vi sarebbero potuti essere più di 25.000 militari russi nelle basi in Crimea, e non vi avrebbero potuto alloggiare armi nucleari. Alla Russia l'Ucraina cedette inoltre la metà circa delle basi fino al 2017, inclusa quella di Sebastopoli (condivisa dalle due marine), avendo però in cambio un tornaconto annuo di 98 milioni di dollari.
La marina ucraina si ritrovò così con 44 navi da guerra e 80 navi ausiliarie ancorate nei porti di Odessa, Očakiv, Chernomorskoe, Novoozernii, Feodosia e, base principale, Sebastopoli. 
Sempre nel 1997 in base al Patto di Charkiv da allora la Russia pagò un contratto di locazione annuale all'Ucraina per l'uso della base di Sebastopoli per la propria flotta. 
L'accordo venne celebrato con un'esercitazione militare congiunta alla fine dell'anno, per essere poi ratificato dalla Rada ucraina nel marzo 1999. 
Il 21 aprile 2010 il presidente ucraino Janukovyč e quello russo Medvedev firmano l'accordo per il prolungamento della concessione alla Flotta del Mar Nero delle basi in Ucraina. 
Dopo l'annessione della Crimea alla Russia nel 2014, la base navale di Sebastopoli è di nuovo sotto il controllo esclusivo russo, così come le altre basi nella penisola, e la flotta ucraina si è trasferita al porto di Odessa.